# At-Tamimí
Abu-Abd-Al·lah Muhàmmad ibn Saïd at-Tamimí (àrab: أبو عبد الله محمد بن سعيد التميمي, Abū ʿAbd Allāh Muḥammad b. Saʿīd at-Tamīmī) o, simplement, at-Tamimí (Jerusalem, ? - ?, 990) fou un metge del segle x conegut per les seves obres mèdiques. Nascut a Jerusalem, at-Tamimí passà la joventut prop de Jerusalem, on estudià medicina sota la tutela de dos metges locals, al-Hàssan ibn Abi-Nuaym i el monjo cristià anba Zakariyyà ibn Thawaba. At-Tamimí tenia un coneixement fora del comú de les plantes i les seves propietats, de manera que el seu servei en aquest àmbit era molt cobejat. Esdevingué el metge personal del governador ikhxídida de Ramla, al-Hàssan ibn Abd-Al·lah ibn Tughj al-Mastulí, abans d'anar a treballar a Fustat, actualment el Caire Vell, a Egipte. Cap al 970 s'estava a Fustat, on prosperà en el camp de la medicina i escrigué una obra mèdica per al visir Ibn Kil·lis, un jueu bagdadí que havia vingut a treballar a Egipte sota els auspicis dels fatimites. La seva especialitat era la formulació de fàrmacs i medicaments senzills, però el seu major èxit fou la invenció d'una triaga que es deia que funcionava com a antídot contra les picades de serp i altres verins, que anomenava tiryaq al-faruq (‘l'antídot de la salvació’) per les seves qualitats excepcionals.